# ÖBB X627
Die X627 stellt eine von Plasser & Theurer gebaute Bahndienstfahrzeug-Reihe der ÖBB dar, die je nach Anforderung mit unterschiedlichen Aufbauten ausgerüstet werden kann.

## Geschichte
Die Reihe X627 wurde für spezifische Gleisbauarbeiten konzipiert, für die die zur Verfügung stehende Baureihe X626 ungeeignet war. Die Firma Plasser & Theurer wurde mit dem Entwurf des Fahrzeugs beauftragt, das als „Standardtyp“ von Oberbauwagen (OBW10) bezeichnet wird und je nach Bedarf den Anforderungen angepasst werden kann. Seit 1974 wurden insgesamt 26 Stück dieser Fahrzeug-Reihe beschafft, die zahlreiche Unterschiede aufweisen. Die ersten Exemplare wurden als X627.001 und X627.101 bezeichnet. Beide Fahrzeuge haben kleinere Führerstände als die später beschafften X627er. X627.101 verfügt über keinen Kran und wird daher nur im Oberbau-Stofflager in Linz-Wegscheid im Verschubdienst eingesetzt. Alle anderen Fahrzeuge unterscheiden sich durch unterschiedliche Kabinen- und Kranbauformen voneinander. Die Exemplare X627.511 bis 514 sind speziell für den Winterdienst ausgestattet – an ihnen kann eine Beilhack-Schneeschleuder oder ein Schneepflug montiert werden.
In Anlehnung an die Reihe X627 entstanden mehrere Splittergattungen: X627.7, X627.8 und X627.95.

## Konstruktion
Die auf zwei schraubengefederten Achsen gelagerten und für bessere Laufruhe mit vier Stoßdämpfern ausgestatteten Fahrzeuge besitzen einen geschweißten Rahmen aus gekanteten und gewalzten Profilen, der die Aufbauten trägt und an dessen Enden die Zug- und Stoßvorrichtungen angebracht sind. Die Aufbauten gliedern sich in eine Fahrerkabine mit zwei Führerständen, ausgelegt für bis zu acht Personen, sowie eine beidseitig kippbare Ladefläche mit klappbaren Bordwänden. Heckseitig ist ein Teleskopkran für unterschiedliche Anwendungsmöglichkeiten angebracht.

## Technische Merkmale
Die unterflurig angebrachte Antriebsanlage besteht aus einem Deutz-Viertaktmotor und Lastschaltgetriebe sowie nachgeschaltetem Wendegetriebe. Die Kraftübertragung vom Getriebe auf die Antriebsräder erfolgt mittels Kardanwellen. Alle X627er sind mit Sicherheitsfahrschaltung und einer direkt und indirekt wirkenden Druckluftbremse ausgestattet.

## Einsatz
Alle Fahrzeuge der Reihe X627 (außer X627.101) werden österreichweit für Gleisbauarbeiten eingesetzt.